# قيصرية كركوك
قيصرية كركوك هو سوق قديم يقع بالقرب من قلعة كركوك في مدينة كركوك العراقية. استنادا على السفرنامة العثمانية، بنيت القيصرية في 1855 م أثناء حكم العثمانيين، إعادة تعميره في عام 1978 م.
الطراز البنائي للسوق تحمل رموزا تشير إلى عدد الأوقات. حيث تحتوي القيصرية على 365 دكانا ترمز إلى عدد أيام في السنة و 24 فرعا ترمز إلى عدد الساعات في اليوم و 12 غرفة صغيرة في طابقها العلوي كإشارة إلى عدد الأشهر و 7 أبواب إشارة إلى أيام الأسبوع.

## اقرأ أيضاً
- قلعة كركوك